# Gnathophis castlei
Gnathophis castlei es una especie de peces perteneciente a la familia de los cóngridos.

## Descripción
Pueden alcanzar una longitud máxima de 34,2 cm.

## Hábitat
Es un pez marino de aguas profundas que vive entre los 130 y los 366 m de profundidad.

## Distribución geográfica
Se encuentra en el Pacífico occidental central: Queensland (Australia).

## Observaciones
Es inofensivo para los humanos.